# Resolució 7 del Consell de Seguretat de les Nacions Unides
La Resolució 7 del Consell de Seguretat de les Nacions Unides, aprovada el 26 de juny de 1946, tenia com a finalitat principal l'estudi de l'impacte de la dictadura de Francisco Franco a Espanya sobre la pau i la seguretat internacional. Després de la fi de la Segona Guerra Mundial, un any abans, i després de la caiguda de les potències de l'eix, va fer que el govern franquista es quedés aïllat com a únic govern de tipus feixista en aquella època.
La Resolució va ser reafirmada, i després de la revisió de les dades elaborades pel subcomitè format per la Resolució 4 del Consell de Seguretat de les Nacions Unides, en la qual també van condemnar la dictadura de Francisco Franco, van decidir mantenir la situació sota observació contínua. La resolució va ser adoptada en part, i no va haver-hi votació íntegra del text.